# Izraelský památkový úřad
Izraelský památkový úřad (hebrejsky רשות העתיקות, anglicky Israel Antiquities Authority – IAA) – do roku 1990 Israel Department of Antiquities) je nezávislý izraelský vládní úřad, zodpovědný za uplatňování Zákona o památkách z roku 1978, tedy řízením vykopávek, konzervace památek a publikací výsledků. Sídlí v Rockefellerově muzeu v Jeruzalémě.

## Publikace
Výsledky vykopávek jsou uveřejňovány ve třech odborných časopisech – Alon of the Department of Antiquities (hebrejsky, přestal již vycházet), 'Atikot (angl. přepis 'Atiqot) (hebrejsky a anglicky, stále vychází) a Chadašot Archeologijot (angl. přepis Hadashot Arkheologiyot) (hebrejsky a anglicky, v současnosti jen na internetu).

## Ředitelé
- Šmu'el Jejvin, 1948–1961
- Avraham Biran, 1961–1974
- Avraham Ejtan, 1974–1988
- Amir Drori, 1988–2000
- Jehošua Dorfmann, 2000–2014
- Jisra'el Chason, 2014–